# Mandres, Eure

Mandres este o comună în departamentul Eure, Franța. În 1 ianuarie 2022 avea o populație de 350 de locuitori.